# World Touring Car Championship 2009

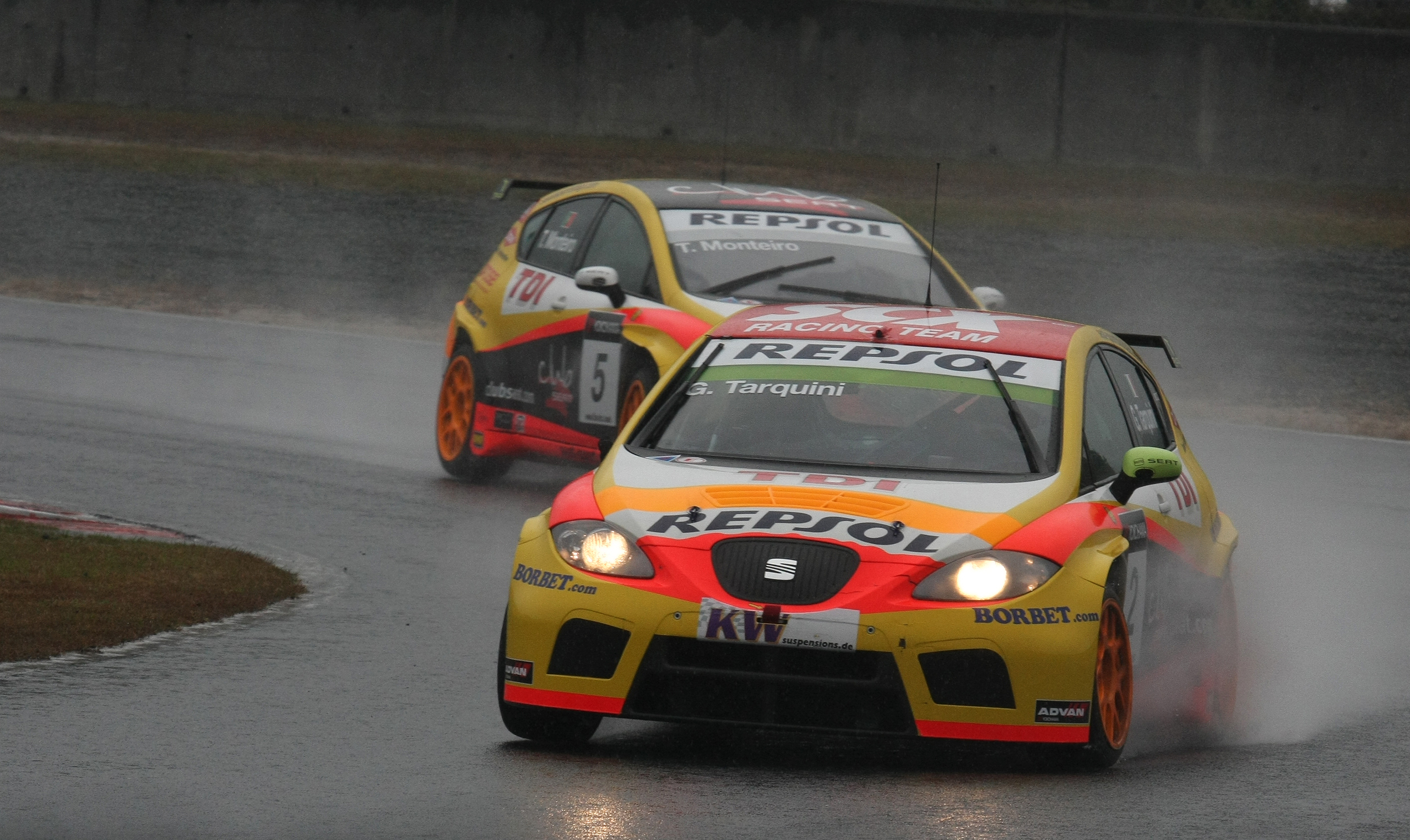
Gabriele Tarquini blev mästare.

FIA World Touring Car Championship 2009 var den sjätte säsongen av FIA:s standardvagnsmästerskap World Touring Car Championship. Mästare blev Gabriele Tarquini.

## Kalender
| Datum        | Race                       | Bana         | Vinnare Race 1     | Team                 | Vinnare Race 2    | Team                 |
| ------------ | -------------------------- | ------------ | ------------------ | -------------------- | ----------------- | -------------------- |
| 8 mars       | Race of Brazil             | Curitiba     | Yvan Muller        | SEAT Sport           | Gabriele Tarquini | SEAT Sport           |
| 22 mars      | Race of Mexico             | Puebla       | Rickard Rydell     | SEAT Sport           | Yvan Muller       | SEAT Sport           |
| 3 maj        | Race of Marocco            | Marrakech    | Robert Huff        | Chevrolet WTCC       | Nicola Larini     | Chevrolet WTCC       |
| 17 maj       | Race of France             | Pau          | Robert Huff        | Chevrolet WTCC       | Alain Menu        | Chevrolet WTCC       |
| 31 maj       | Race of Spain              | Valencia     | Yvan Muller        | SEAT Sport           | Augusto Farfus    | BMW Team Germany     |
| 21 juni      | Race of the Czech Republic | Brno         | Alessandro Zanardi | BMW Team Italy-Spain | Sergio Hernández  | BMW Team Italy-Spain |
| 5 juli       | Race of Portugal           | Porto        | Gabriele Tarquini  | SEAT Sport           | Augusto Farfus*   | BMW Team Germany     |
| 19 juli      | Race of UK                 | Brands Hatch | Alain Menu         | Chevrolet WTCC       | Augusto Farfus    | BMW Team Germany     |
| 6 september  | Race of Germany            | Oschersleben | Andy Priaulx       | BMW Team UK          | Augusto Farfus    | BMW Team Germany     |
| 20 september | Race of Italy              | Imola        | Gabriele Tarquini  | SEAT Sport           | Yvan Muller       | SEAT Sport           |
| 1 november   | Race of Japan              | Okayama      | Andy Priaulx       | BMW Team UK          | Augusto Farfus    | BMW Team Germany     |
| 22 november  | Guia Race of Macau         | Macau        | Robert Huff        | Chevrolet WTCC       | Augusto Farfus    | BMW Team Germany     |

* Race 2 i Porto var WTCC hundrade race sedan starten 2005.

## Team och förare
| Bilmärke                 | Team                              | Nummer | Förare                                 |
| ------------------------ | --------------------------------- | ------ | -------------------------------------- |
| SEAT León 2.0 TDI        | SEAT Sport                        | 1      | Yvan Muller, Frankrike                 |
| SEAT León 2.0 TDI        | SEAT Sport                        | 2      | Gabriele Tarquini, Italien             |
| SEAT León 2.0 TDI        | SEAT Sport                        | 3      | Rickard Rydell, Sverige                |
| SEAT León 2.0 TDI        | SEAT Sport                        | 4      | Jordi Gené, Spanien                    |
| SEAT León 2.0 TDI        | SEAT Sport                        | 5      | Tiago Monteiro, Portugal               |
| BMW 320si                | BMW Team UK                       | 6      | Andy Priaulx, Storbritannien           |
| BMW 320si                | BMW Team Germany                  | 7      | Jörg Müller, Tyskland                  |
| BMW 320si                | BMW Team Germany                  | 8      | Augusto Farfus, Brasilien              |
| BMW 320si                | BMW Team Italy-Spain              | 9      | Alessandro Zanardi, Italien            |
| BMW 320si                | BMW Team Italy-Spain              | 10     | Sergio Hernández, Spanien              |
| Chevrolet Cruze LT       | Chevrolet WTCC                    | 11     | Robert Huff, Storbritannien            |
| Chevrolet Cruze LT       | Chevrolet WTCC                    | 12     | Alain Menu, Schweiz                    |
| Chevrolet Cruze LT       | Chevrolet WTCC                    | 14     | Nicola Larini, Italien                 |
| LADA 110 2.0 LADA Priora | LADA Sport                        | 18     | Jaap van Lagen, Nederländerna          |
| LADA 110 2.0 LADA Priora | LADA Sport                        | 19     | Kirill Ladygin, Ryssland               |
| LADA 110 2.0 LADA Priora | LADA Sport                        | 20     | Viktor Sjapovalov, Ryssland            |
| LADA Priora              | LADA Sport                        | 36     | James Thompson, Storbritannien         |
| SEAT León 2.0 TFSI       | SUNRED Engineering (IT)           | 21     | Tom Coronel, Nederländerna             |
| SEAT León 2.0 TFSI       | SUNRED Engineering (IT)           | 22     | Tom Boardman, Storbritannien           |
| SEAT León 2.0 TFSI       | SUNRED Engineering (IT)           | 29     | Eric Cayrolle, Frankrike               |
| SEAT León 2.0 TFSI       | SUNRED Engineering (IT)           | 32     | Tim Coronel, Nederländerna             |
| SEAT León 2.0 TFSI       | SUNRED Engineering (IT)           | 35     | Diego Puyo, Spanien                    |
| SEAT León 2.0 TFSI       | SUNRED Engineering (IT)           | 37     | Norbert Michelisz, Ungern              |
| SEAT León 2.0 TFSI       | SUNRED Engineering (IT)           | 41     | Jean-Marie Clairet, Frankrike          |
| SEAT León 2.0 TFSI       | SUNRED Engineering (IT)           | 45     | Andrea Larini, Italien                 |
| SEAT León 2.0 TFSI       | SUNRED Engineering (IT)           | 47     | João Paulo Lima de Oliveira, Brasilien |
| SEAT León 2.0 TFSI       | SUNRED Engineering (IT)           | 66     | André Couto, Macau                     |
| BMW 320si                | Scuderia Proteam Motorsport (IT)  | 23     | Félix Porteiro, Spanien                |
| BMW 320si                | Scuderia Proteam Motorsport (IT)  | 24     | George Tanev, Bulgarien                |
| BMW 320si                | Scuderia Proteam Motorsport (IT)  | 31     | Vito Postiglione, Italien              |
| BMW 320si                | Scuderia Proteam Motorsport (IT)  | 46     | Fabio Fabiani, Italien                 |
| BMW 320si                | Scuderia Proteam Motorsport (IT)  | 49     | Nobuteru Taniguchi, Japan              |
| BMW 320si                | Liqui Moly Team Engstler (IT)     | 25     | Franz Engstler, Tyskland               |
| BMW 320si                | Liqui Moly Team Engstler (IT)     | 26     | Kristian Poulsen, Danmark              |
| BMW 320si                | Liqui Moly Team Engstler (IT)     | 38     | Philip Geipel, Tyskland                |
| BMW 320si                | Liqui Moly Team Engstler (IT)     | 48     | Masaki Kano, Japan                     |
| BMW 320si                | Liqui Moly Team Engstler (IT)     | 51     | Henry Ho, Macau                        |
| BMW 320si                | Liqui Moly Team Engstler (IT)     | 53     | Liu Lic Ka, Macau                      |
| BMW 320si                | Liqui Moly Team Engstler (IT)     | 55     | Joe Rosa Merzsei, Macau                |
| BMW 320si                | Wiechers-Sport (IT)               | 27     | Stefano D'Aste, Italien                |
| BMW 320si                | Wiechers-Sport (IT)               | 33     | Laurent Cazenave, Frankrike            |
| BMW 320si                | Wiechers-Sport (IT)               | 50     | Seiji Ara, Japan                       |
| BMW 320si                | Wiechers-Sport (IT)               | 52     | Takayuki Aoki, Japan                   |
| SEAT León 2.0 TFSI       | Čolak Racing Team Ingra (IT)      | 28     | Marin Čolak, Kroatien                  |
| SEAT León 2.0 TFSI       | Exagon Engineering (IT)           | 30     | Mehdi Bennani, Marocko                 |
| Volvo C30                | Polestar Racing*                  | 39     | Robert Dahlgren, Sverige               |
| Volvo C30                | Polestar Racing*                  | 40     | Tommy Rustad, Norge                    |
| Chevrolet Lacetti        | Perfection Racing (IT)            | 42     | Michel Nykjær, Danmark                 |
| SEAT León 2.0 TFSI       | Team Bygma Jason Watt Racing (IT) | 43     | Jason Watt, Danmark                    |
| BMW 320si                | China Dragon Racing - RPM (IT)    | 67     | Lei Kit Meng, Macau                    |

- IT = Independents' Trophy = Privatförarcupen

* Fick inte ta poäng.

## Slutställning

### Förarmästerskapet

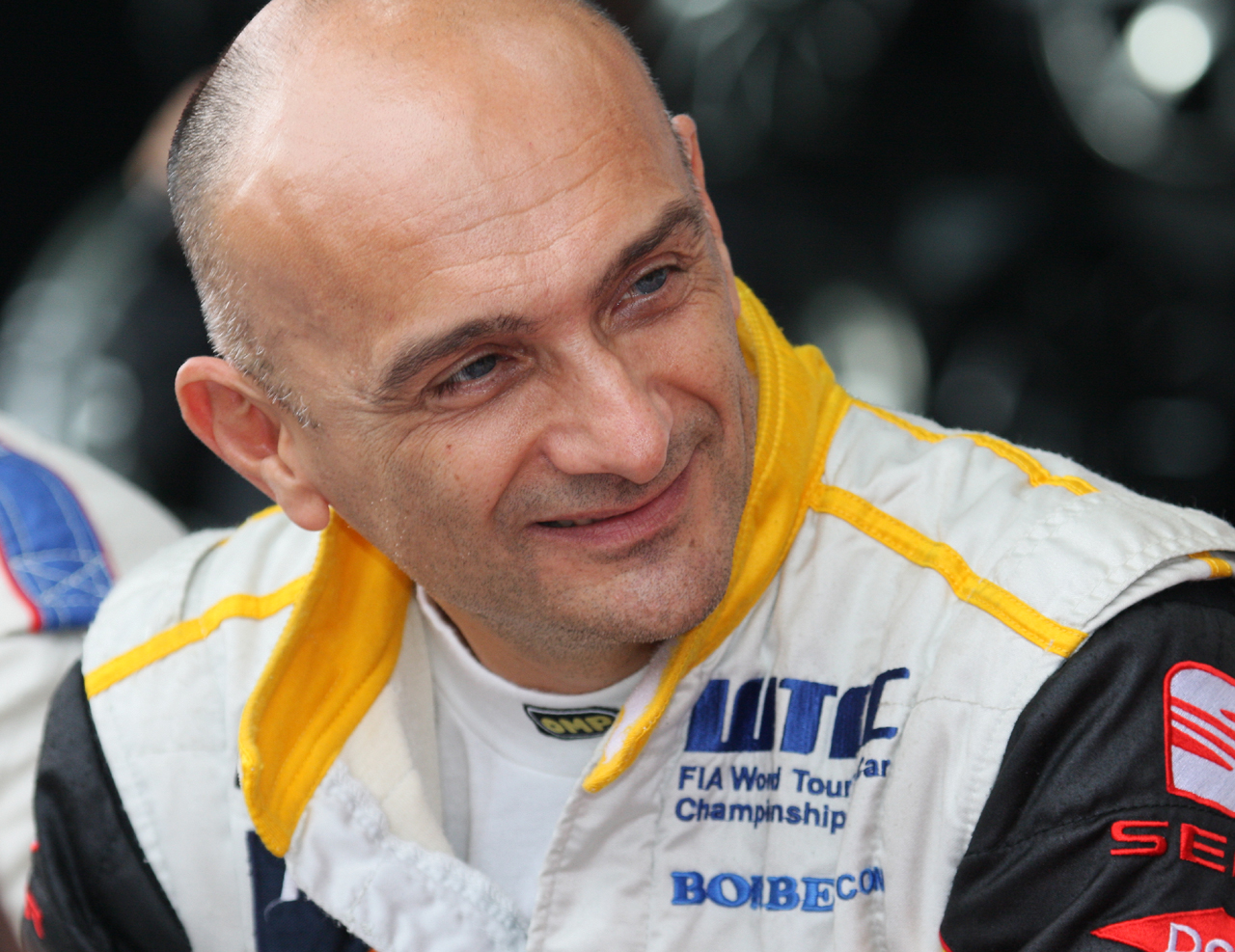
Gabriele Tarquini.

| Plats | Förare              | Team                        | Poäng |
| ----- | ------------------- | --------------------------- | ----- |
| 1     | Gabriele Tarquini   | SEAT Sport                  | 127   |
| 2     | Yvan Muller         | SEAT Sport                  | 123   |
| 3     | Augusto Farfus      | BMW Team Germany            | 113   |
| 4     | Andy Priaulx        | BMW Team UK                 | 84    |
| 5     | Robert Huff         | Chevrolet WTCC              | 80    |
| 6     | Jörg Müller         | BMW Team Germany            | 76    |
| 7     | Rickard Rydell      | SEAT Sport                  | 64    |
| 8     | Jordi Gené          | SEAT Sport                  | 48    |
| 9     | Tiago Monteiro      | SEAT Sport                  | 44    |
| 10    | Alain Menu          | Chevrolet WTCC              | 39    |
| 11    | Sergio Hernández    | BMW Team Italy-Spain        | 36    |
| 12    | Alessandro Zanardi  | BMW Team Italy-Spain        | 31    |
| 13    | Nicola Larini       | Chevrolet WTCC              | 27    |
| 14    | Tom Coronel (IT)    | SUNRED Engineering          | 15    |
| 15    | Félix Porteiro (IT) | Scuderia Proteam Motorsport | 10    |
| 16    | Franz Engstler (IT) | Liqui-Moly Team Engstler    | 7     |
| 17    | James Thompson      | Lada Sport                  | 6     |
| 18    | Stefano D'Aste (IT) | Wiechers-Sport              | 3     |
| 19    | Éric Cayrolle (IT)  | SUNRED Engineering          | 1     |

- IT = Independents' Trophy = privatförarcupen

### Märkesmästerskapet
| Plats | Märke     | Poäng |
| ----- | --------- | ----- |
| 1     | SEAT      | 314   |
| 2     | BMW       | 311   |
| 3     | Chevrolet | 215   |
| 4     | Lada      | 83    |

### Yokohama Independents' Trophy (privatförarcupen)
| Plats | Förare                      | Team                         | Poäng |
| ----- | --------------------------- | ---------------------------- | ----- |
| 1     | Tom Coronel                 | SUNRED Engineering           | 233   |
| 2     | Félix Porteiro              | Scuderia Proteam Motorsport  | 220   |
| 3     | Franz Engstler              | Liqui Molly Team Engstler    | 158   |
| 4     | Stefano D'Aste              | Wiechers-Sport               | 137   |
| 5     | Tom Boardman                | SUNRED Engineering           | 99    |
| 6     | Kristian Poulsen            | Liqui Moly Team Engstler     | 50    |
| 7     | Marin Čolak                 | Čolak Racing Team Ingra      | 31    |
| 8     | Mehdi Bennani               | Exagon Engineering           | 30    |
| 9     | Vito Postiglione            | Scuderia Proteam Motorsport  | 24    |
| 10    | Nobutero Taniguchi          | Scuderia Proteam Motorsport  | 21    |
| 11    | Eric Cayrolle               | SUNRED Engineering           | 18    |
| 12    | Philip Geipel               | Liqui Moly Team Engstler     | 15    |
| 13    | Takayuki Aoki               | Wiechers-Sport               | 14    |
| 14    | George Tanev                | Scuderia Proteam Motorsport  | 12    |
| 15    | Henry Ho                    | Liqui Moly Team Engstler     | 11    |
| 16    | Seiji Ara                   | Wiechers-Sport               | 9     |
| 17    | Diego Puyo                  | SUNRED Engineering           | 8     |
| 18    | Tim Coronel                 | SUNRED Engineering           | 7     |
| 19    | Laurent Cazenave            | Wiechers-Sport               | 6     |
| 20    | André Couto                 | SUNRED Engineering           | 6     |
| 21    | João Paulo Lima de Oliveira | SUNRED Engineering           | 4     |
| =     | Jean-Marie Clariet          | SUNRED Engineering           | 4     |
| 23    | Lei Kit Meng                | China Dragon Racing - RPM    | 4     |
| 24    | Masaki Kano                 | Liqui Moly Team Engstler     | 3     |
| 25    | Michel Nykjær               | Perfection Racing            | 2     |
| =     | Andrea Larini               | SUNRED Engineering           | 2     |
| 27    | Norbert Michelisz           | SUNRED Engineering           | 2     |
| =     | Fabio Fabiani               | Scuderia Proteam Motorsport  | 2     |
| 29    | Joseph Rosa Merszei         | Liqui Moly Team Engstler     | 2     |
| 30    | Jason Watt                  | Team Bygma Jason Watt Racing | 1     |

### Yokohama Teams' Trophy (privatteam)
| Plats | Team                         | Poäng |
| ----- | ---------------------------- | ----- |
| 1     | SUNRED Engineering           | 304   |
| 2     | Scuderia Proteam Motorsport  | 239   |
| 3     | Liqui Moly Team Engstler     | 212   |
| 4     | Wiechers-Sport               | 150   |
| 5     | Čolak Racing Team Ingra      | 32    |
| 6     | Exagon Engineering           | 28    |
| 7     | China Dragon Racing          | 4     |
| 8     | Perfection Racing            | 3     |
| 9     | Team Bygma Jason Watt Racing | 2     |